# Звезда типа T Тельца
Звёзды ти́па T Тельца́ (T Tauri, T Tauri stars, TTS) — класс переменных звёзд, названный по имени своего прототипа T Тельца. Обычно их можно обнаружить рядом с молекулярными облаками и идентифицировать по их переменности (весьма нерегулярной) в оптическом диапазоне и хромосферной активности.
Звёзды типа T Тельца — это звёзды, которые ещё не вступили на главную последовательность. Они весьма молоды, принадлежат к звёздам спектральных классов F, G, K, M и имеют массу меньше двух солнечных. Период вращения от 1 до 12 дней. Температура их поверхности такая же, как и у звёзд главной последовательности той же массы, но они имеют несколько большую светимость, потому что их радиус больше. Температура в их ядре недостаточна, чтобы запустить термоядерную реакцию превращения водорода в гелий, которая начнётся приблизительно через 100 млн лет после образования звезды. Основным источником их энергии является гравитационное сжатие.
Существуют признаки того, что их поверхность покрыта «звёздными» пятнами (по аналогии с солнечными пятнами). Они являются мощнейшими источниками излучения в рентгеновском и радиодиапазоне (примерно в 1000 раз мощнее, чем Солнце). Многие из них являются источником сильного звёздного ветра. Ещё одним источником переменности их блеска является протопланетный диск, окружающий звезду.
В спектре звёзд типа T Тельца присутствует литий, которого нет в спектрах Солнца и других звёзд главной последовательности, так как при температуре выше 2,5×106 К он расходуется в ядерных реакциях. Изучение 53 звёзд типа T Тельца позволило связать постепенное исчезновение лития, предложив теорию т. н. «литиевого горения» в протон-протонном цикле в течение последней фазы эволюции звезды перед выходом на главную последовательность на треке Хаяси. Быстрое вращение звезды позволяет увеличить скорость перемешивания слоёв, и, соответственно, переноса лития в центральные слои, где он будет уничтожен. Звёзды типа T Тельца обычно увеличивают скорость вращения с возрастом, поскольку их радиус уменьшается, а момент импульса сохраняется. Всё это служит причиной уменьшения количества лития с возрастом. «Литиевое горение» также ускоряется при росте температуры и массы. В результате за 100 млн лет литий практически полностью выгорает.
Протон-протонный цикл для «литиевого горения» следующий:
- {\displaystyle p^{+}+{}^{6}\mathrm {Li} \ \rightarrow \ {}^{7}\mathrm {Be} } (нестабилен)
- {\displaystyle {}^{7}\mathrm {Be} \ \rightarrow \ {}^{7}\mathrm {Li} }
- {\displaystyle p^{+}+{}^{7}\mathrm {Li} \ \rightarrow \ {}^{8}\mathrm {Be} } (нестабилен)
- {\displaystyle {}^{8}\mathrm {Be} \ \rightarrow \ {}^{4}\mathrm {He} +{}^{4}\mathrm {He} +}энергия

Этот цикл не работает, если звезда имеет массу меньше 60 масс Юпитера. В этом случае по остатку лития можно оценить возраст звезды.
Больше половины звёзд типа T Тельца имеют околозвёздный диск, который можно назвать протопланетным и который может стать прародителем планетной системы, подобной солнечной. Околозвёздный диск рассеивается за 10 млн лет, частично выпадая на звезду благодаря аккреции, частично расходуясь на формирование планет и частично выдуваясь звёздным ветром. Большинство звёзд типа T Тельца — члены двойных систем. В Облаке Ориона в двойной системе у молодой звезды типа T Тельца JW 566 на субмиллиметровых длинах волн прибором SCUBA-2 (UT) инфракрасного телескопа Джеймса Кларка Максвелла была зафиксирована самая мощная вспышка, которая по энерговыделению в 10 млрд раз превзошла самые мощные из солнечных вспышек.
Считается, что мощные магнитные поля и сильный звёздный ветер переносят момент импульса от звезды в протопланетный диск. Скорее всего, наше Солнце на заре своей эволюции, то есть в первые 100 млн лет, также было звездой типа T Тельца. Мощное излучение, исходящее от очень молодого Солнца, выдуло лёгкие вещества (в первую очередь водород и гелий) на окраины Солнечной системы, а также передало момент импульса формирующимся планетам.
Звёзды типа T Тельца имеют массы меньше 2 солнечных. При массе от 2 до 8 солнечных они называются звёзды Хербига (Ae/Be). Звёзды бо́льших масс не наблюдаются (по крайней мере, в оптическом диапазоне), так как эволюционируют очень быстро, и когда они становятся видимыми, то есть когда уничтожат околозвёздный диск, они уже находятся на главной последовательности.